# 때죽나무
때죽나무는 진달래목 때죽나무과의 나무이다. 학명은 Styrax japonicus이다.

## 이름
속명 Styrax는 ‘안식향을 산출한다’는 뜻의 그리스어 ‘Storax’에서 유래되었는데, 실제로 인도네시아 등지에서 자라는 때죽나무 중에는 줄기에 흠을 내어 흘러 나오는 물을 받아 안식향을 얻었던 것이 있다고 한다. 때죽나무라는 이름은 가을에 땅을 향하여 매달리는 수많은 열매의 머리(종자껍질)가 약간 회색으로 반질반질해서 마치 스님이 떼로 몰려있는 것 같은 모습에서 처음에 ‘떼중나무’로 부르다가 때죽나무가 된 것이라는 설이 있다.

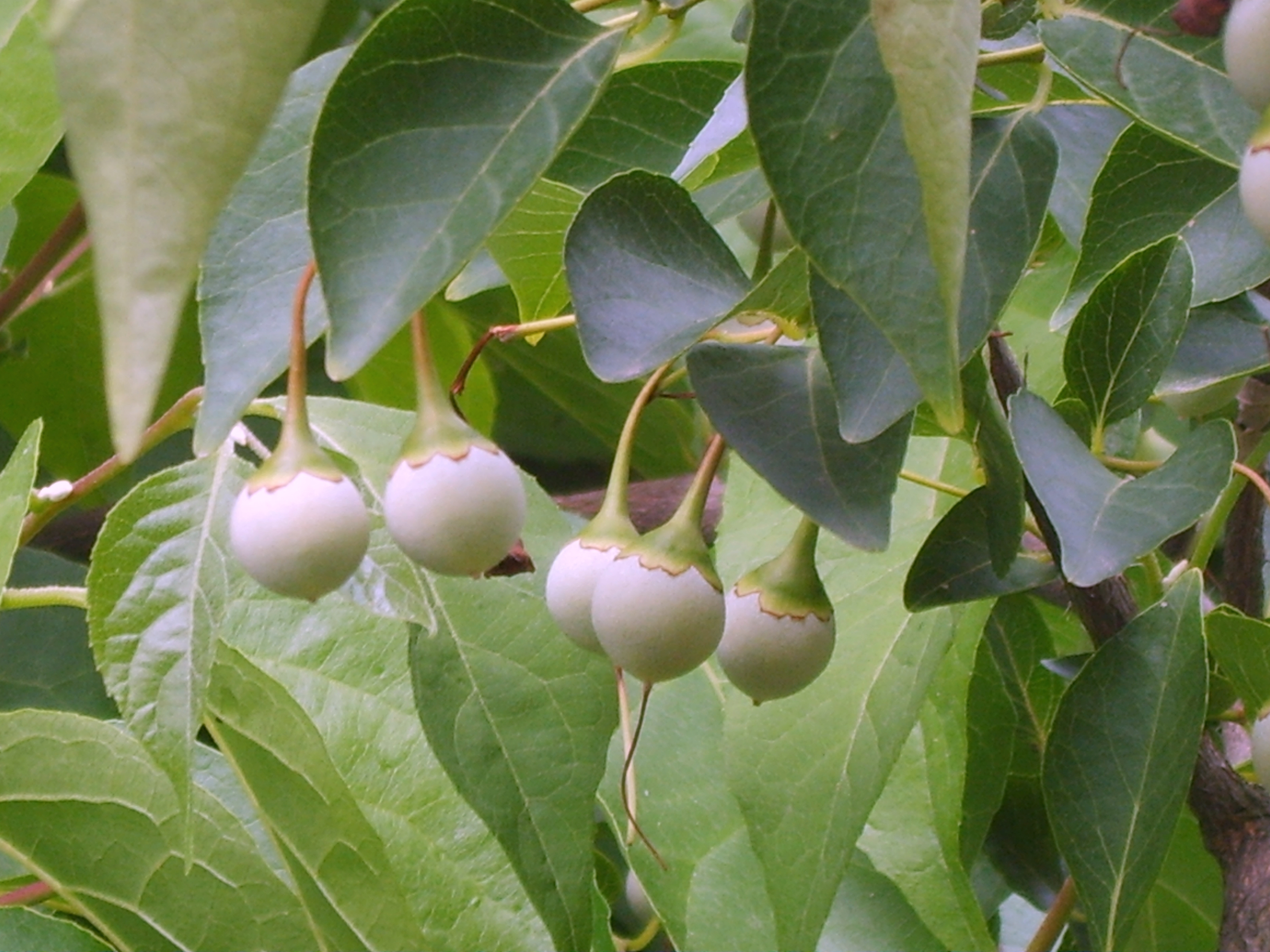
열매

 한편, 열매 찧은 물로 물고기를 ‘떼’로 ‘죽’여 잡거나 줄기에 때가 많아 검게 보이는 데서 유래했다는 설도 있다. 또, 옛날에는 열매와 과피를 물에 불린 다음 그 물로 빨래를 한 점 등으로 볼 때 때를 쭉 뺀다는 뜻에서 때쭉나무로 불리다가 때죽나무가 되었다는 추정도 있다.

## 생태
한국, 중국, 일본 원산이며 갈잎 큰키나무다. 10~15m쯤 자라며 추위와 공해에 매우 강하다. 나무껍질은 어두운 갈색인데 매끈하게 보이지만, 가까이서 보면 세로로 얕게 갈라져 있다. 어린 가지에 별 모양의 털이 촘촘히 나는데 나이가 들면 사라진다. 잎은 어긋나고 달걀 모양이거나 긴 타원 모양이며 끝이 뾰족하고 가장자리에 톱니가 조금 있거나 없다. 길이는 2~8cm이며 너비는 2~4 cm 정도이고, 측맥은 4~6쌍이다. 5~6월에 잎겨드랑이에서 나온 총상꽃차례에 길이 1~2 cm 정도의 조그만 흰색 꽃이 2~6개씩 매달려 핀다. 고개 숙인 듯 아래를 향한다. 금방이라도 코를 마취시킬 정도로 강한 향이 난다. 열매는 핵과인데 9월에 여물며 타원 모양이고 익으면 껍질이 불규칙하게 갈라진다.

## 쓰임새
열매에 기름 성분이 풍부하게 들어 있어서 쪽동백나무 열매와 함께 동백나무가 자라지 않는 북쪽 지방에서 동백기름의 대용으로 썼다. 또, 열매나 잎 속에 작은 동물을 마취시키는 에고사포닌이라는 성분이 들어 있어서 간단히 물고기를 잡는 데도 썼다. 열매나 잎을 찧어 물 속에 풀면 물고기가 순간 기절해 버린다. 에고사포닌은 물에 풀면 기름때를 없애 주어서 세제가 없던 예전에는 때죽나무 열매를 찧어 푼 물에 빨래를 했다고 한다. 동학 혁명 때 무기가 부족하자 농민들이 총알을 직접 만들어 쓰면서 때죽나무 열매를 빻아 화약과 섞어 썼다고도 한다. 또 민간에서는 꽃을 인후통이나 치통에, 잎과 열매는 풍습(風濕)에 썼다. 아주 크게 자라지는 않아서 목재로 사용하는 데는 한계가 있다. 농기구의 자루 따위를 만드는 용도로 주로 쓰는데, 제주도에서는 특별히 때죽나무 가지를 띠로 엮어 항아리에 걸쳐놓고 빗물을 고이게 해서 정수하는 데 썼다. 목재는 세포의 크기와 배열이 일정하여 나이테 무늬마저 보이지 않을 정도로 곱다.

### 약용
한방에서는 때죽나무의 꽃을 매마등(買麻藤)이라 하며, 골절이나 뱀에 물렸을 때, 치통에 약으로 쓴다. 풍습(風濕, 바람과 습기를 원인으로 생긴 병증으로 뼈마디가 쑤시는 증상)을 제거하는 효능이 있다. 성미(性味, 성질과 맛)는 맵고(辛), 따뜻하다(溫).

## 사진

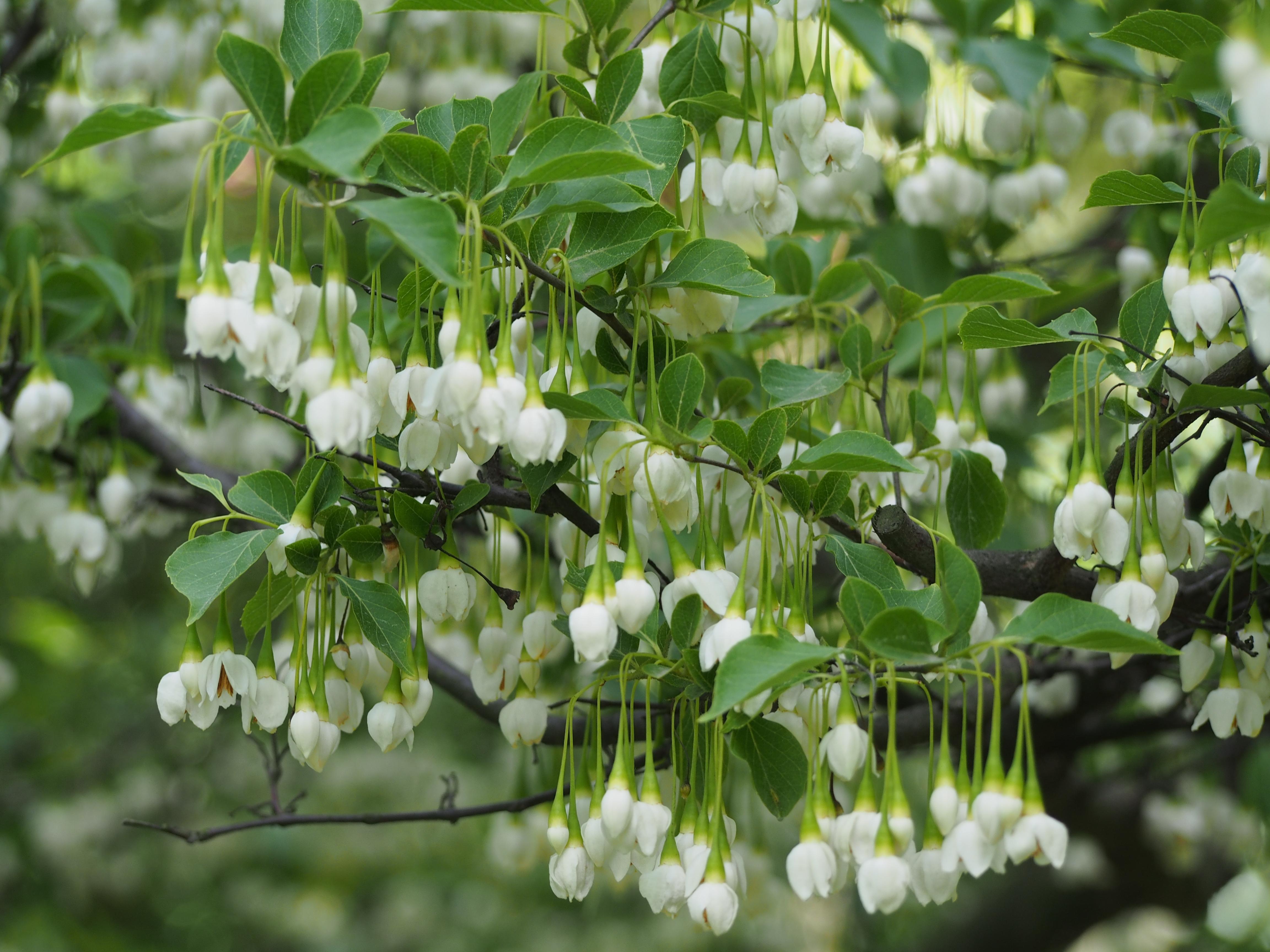
꽃
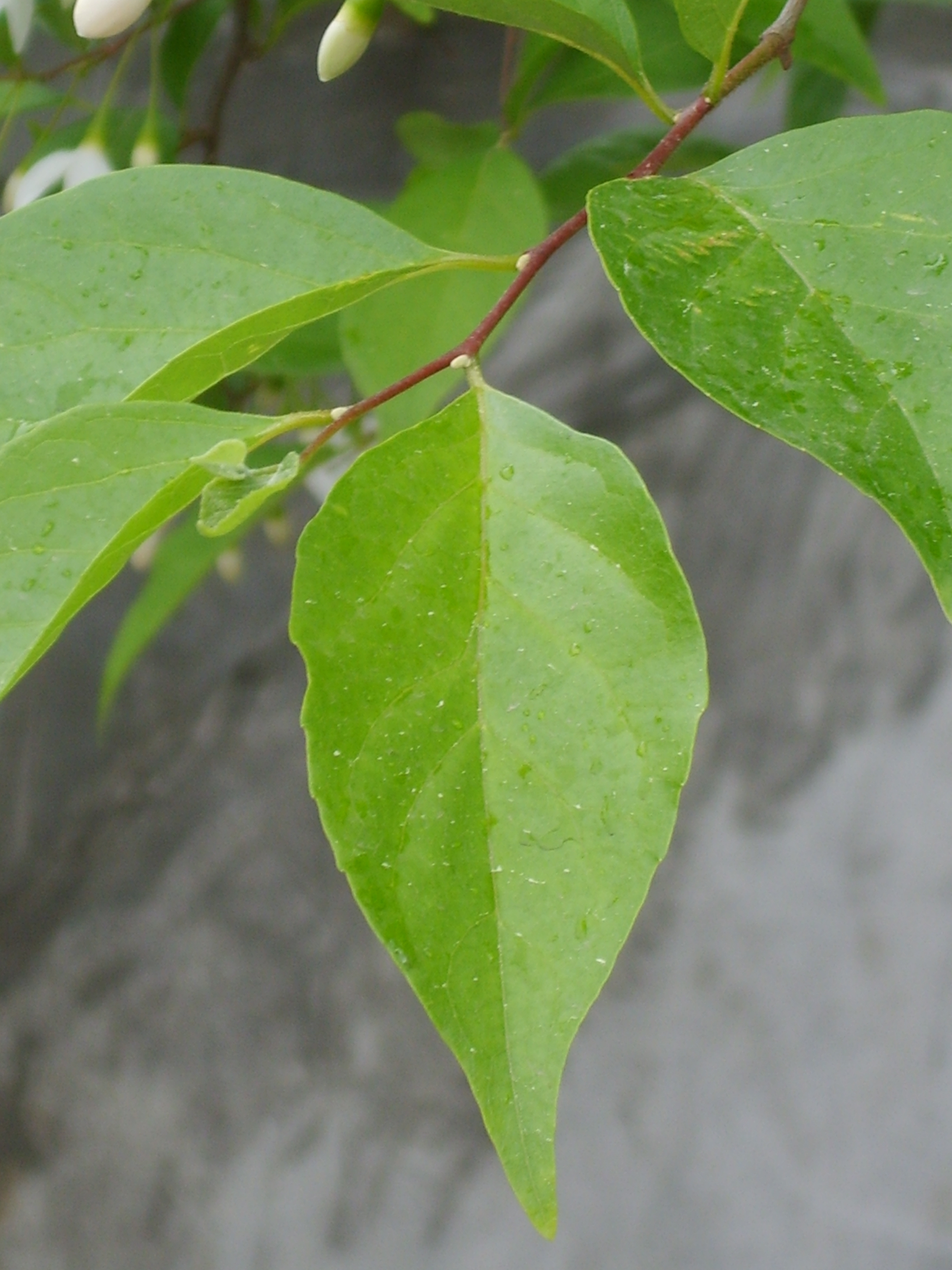
잎
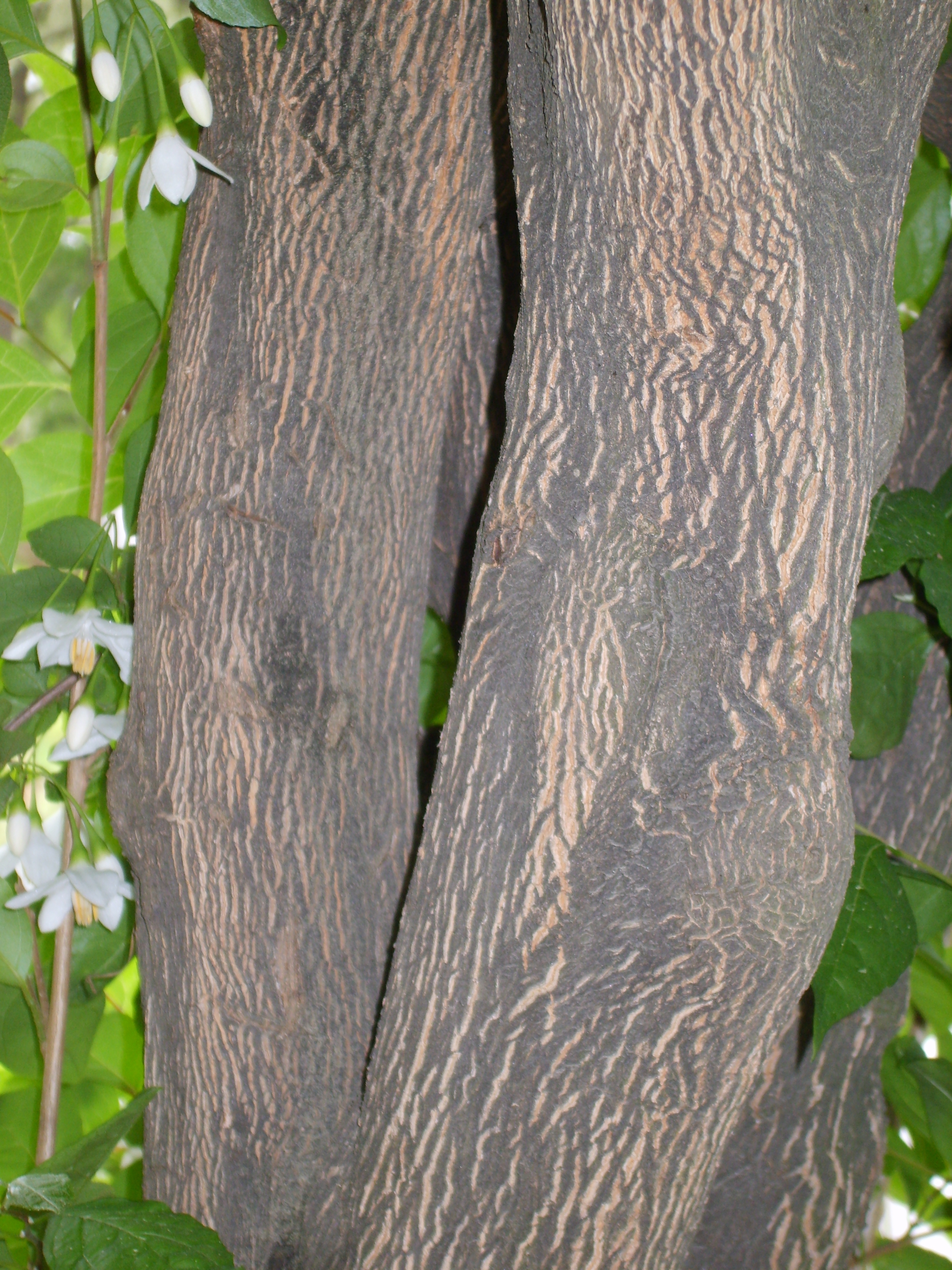
줄기
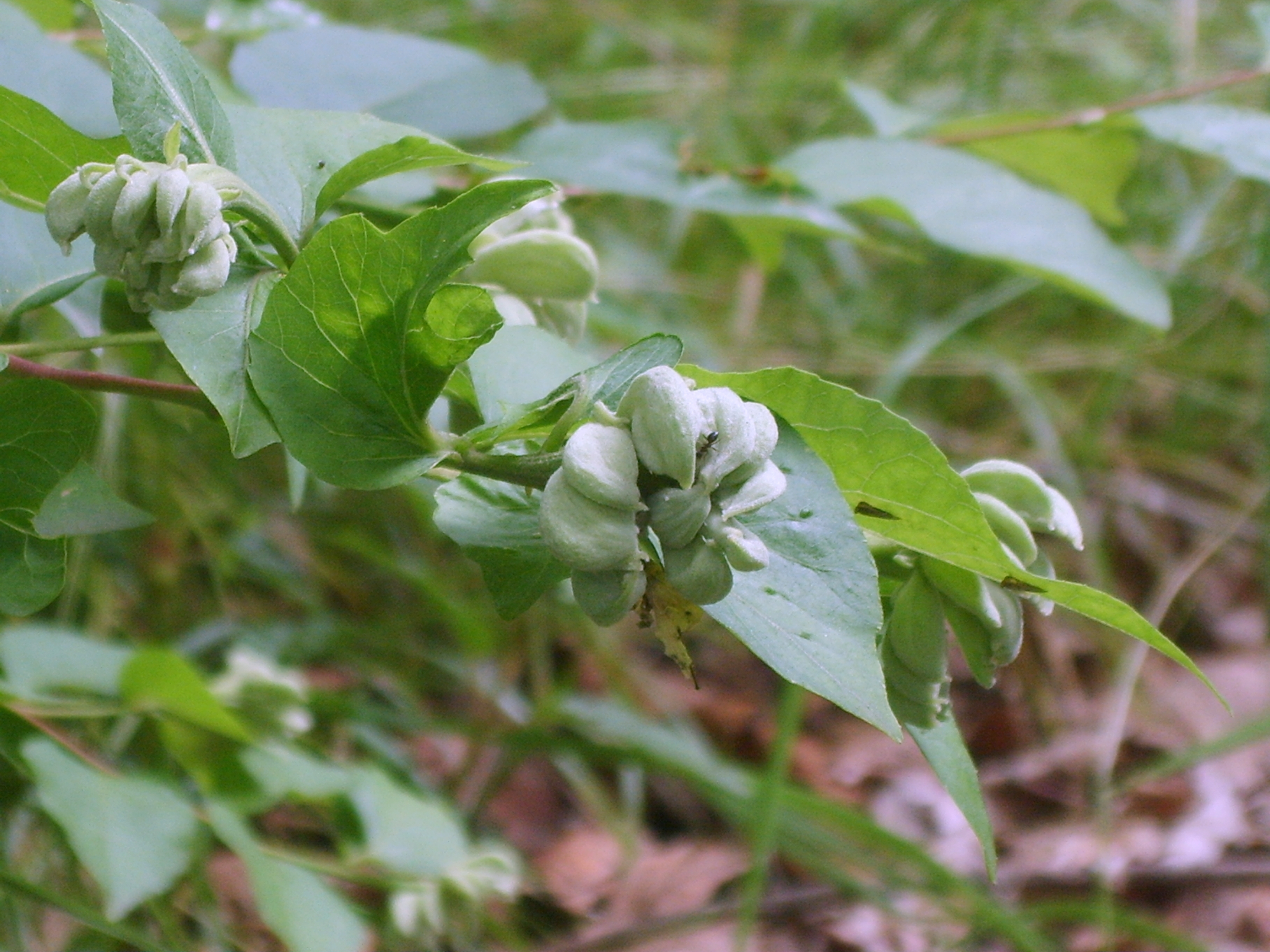
벌레혹

## 문학 속의 때죽나무
| “ | … 비비추 밑에는 비비추의 고요가 쌓여 있고 때죽나무 밑에는 개미들이 줄을 지어 때죽나무의 고요를 밟으며 가고 있다… | ” |
|   | — 오규원.〈고요〉,《두두》(문학과지성사, 2008)                                                                   |   |

## 참고 문헌
- 김용식; 송근준; 안영희; 오구균; 이경재; 이유미 (2000). 《조경수목 핸드북》. 광일문화사. ISBN 89-85243-25-X.
- 윤주복 (2004). 《나무 쉽게 찾기》. 진선출판사. ISBN 978-89-7221-414-4.